# Євсев'єв Макар Євсевійович
Макар Євсевійович Євсев'єв (Кобаєв) 18 [30] січня 1864, Цярмун, Симбірська губернія — 11 травня 1931, Казань) — ерзянський вчений, просвітитель, педагог. Професор (1921), колезький радник. Один із перших професійних ерзянських фотохудожників, колекціонер ерзянської старовини. Ідеолог модернізації ерзянської освіти. За національністю ерзя.

## Біографія
Народився в ерзянській родині підприємців-аграріїв у містечку Цярмун (Малі Кармали). Закінчив Шераутське початкове училище (1876), Казанську вчительську семінарію (1883), історико-філологічний факультет Казанського університету (1892).
З 1892 року працював вчителем і наставником підготовчого класу Мордовського зразкового початкового училища при Казанській семінарії. У 1919 році заарештований, звільнений завдяки клопотанням Наркомосу РРФСР.
З 1920 року — завідувач відділу, науковий співробітник Казанського краєзнавчого музею. Одночасно викладав історію та етнографію ерзян і мокшан, ерзянську і мокшанську мови у вищих та середніх навчальних закладах Казані (Східна академія, Східний педагогічний інститут, Казанський педагогічний університет та ін.). У 1920-х роках був організатором Центральних курсів мордовських вчителів у Москві (1926—1928), перших 3-річних курсів в Казані, короткострокових курсів у Нижньому Новогороді, Самарі, Саранську, Саратові, Симбірську.

### Ідеолог модернізації освіти ерзянського і мокшанського народів
Євсев'єв — перший учений-енциклопедист і просвітитель ерзянського і мокшанського народів. 
З іменем Євсев'єва пов'язаний новий етап у розвитку ерзянської та мокшанської писемності, національної самосвідомості. На основі вивчення розмовної мови він створив «Зразки мордовської народної словесності», написав перші букварі для мокші (1892) і ерзі (1897), був співавтором першого букваря для ерзян «Тундонь чи» — «Весняний день». Здійснив цілісний підхід до вивчення ерзянської і мокшанської мов у монографіях «Основи мордовської граматики» (1928), «Эрзянь-рузонь валкс» («Эрзянско-російський словник», М., 1931). Євсев'єв займався перекладацькою діяльністю: саме він переклав понад 10 віронавчальних та навчальних книг.

## Польова робота
У фольклорних експедиціях зібрав багатющий матеріал з усно-поетичної творчості мокшанського і ерзянського народів, став першим національним фотографом, зафіксував різноманіття побутової культури даних народів. Брав участь у Всеросійській промислово-художній виставці в Нижньому Новгороді (1896), Всесвітній виставці в Парижі, на якій жіночий ерзянський костюм, привезений М. Є. Євсев'євим, удостоєний золотої медалі.
Зібрані ним колекції одягу, прикрас та інших предметів побуту мокшан і ерзян, а це більше 500 предметів зберігаються в центральних музеях Москви, Санкт-Петербурга, Казані, Саранська, Гамбурга, Парижа, Гельсінкі.

## Пам'ять
Ім'я Макара Євсев'єва присвоєно:

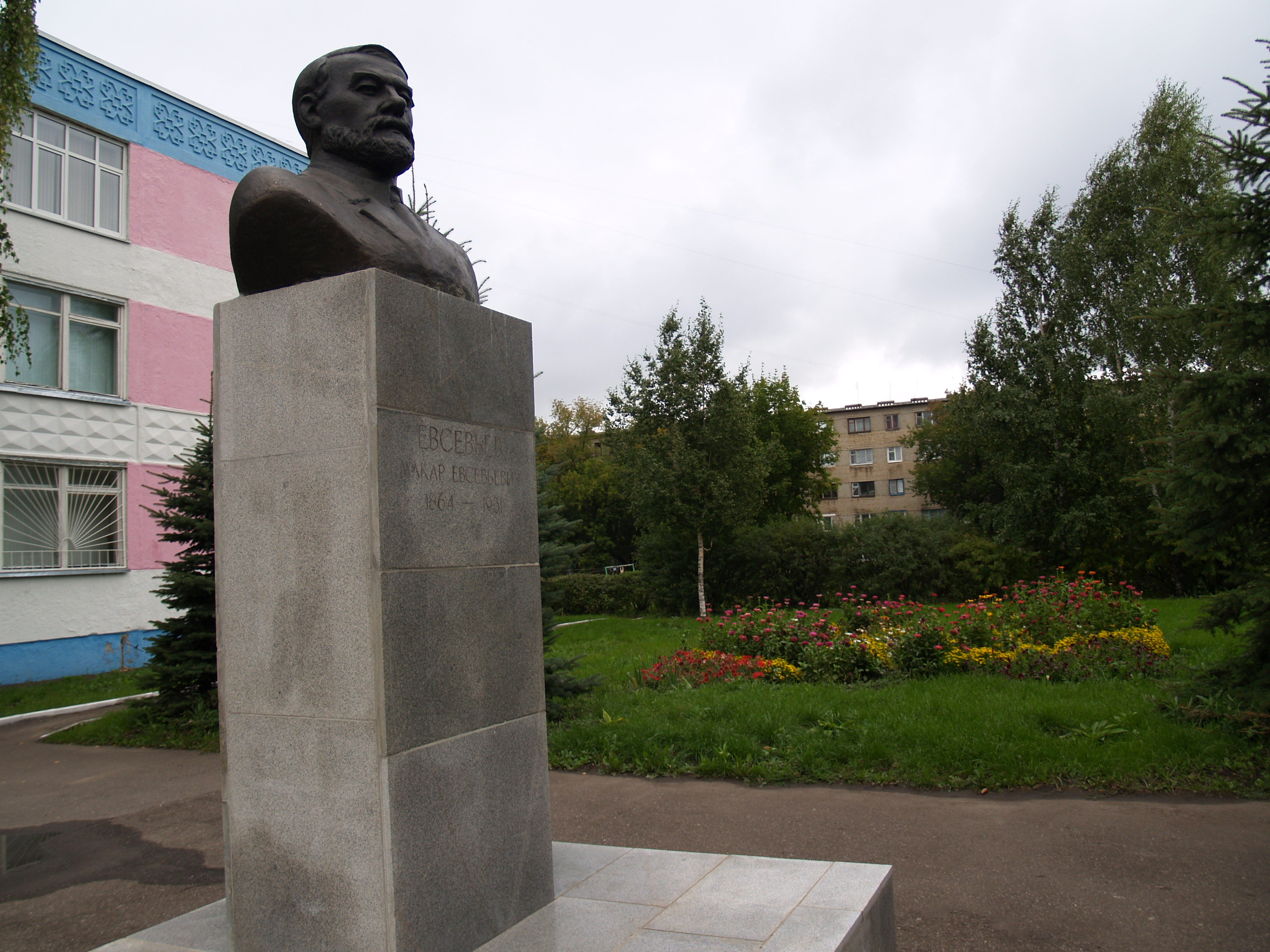
Бюст Макара Євсев'єва біля МДПІ імені М. Є. Євсев'єва

- Мордовському державному педагогічному інституту;
- філії № 1 Централізованої міської бібліотечної системи для дорослих міського округу Саранськ
- вулиці м. Саранська;
- Малокармалинській середній загальноосвітній школі.

У Мордовському державному педагогічному інституті щорічно проводиться науково-практична конференція «Євсев'євські читання».
У селі Малі Кармалы Чуваської Республіки встановлений бюст Макара Євсев'єва.